# Bimota
Bimota is een Italiaans merk van motorfietsen, genoemd naar de oprichters BIanchi, MOrri en TAmburini, die in 1966 begonnen met verwarmingen, airco's en ventilatoren.
In 1973 werd een eerste motorframe gebouwd voor een Honda 750 cc-blok. Er wordt nog steeds gebruikgemaakt van bestaande blokken, die wel vaak aangepast worden (injectie etc.). De merknaam van de motorleverancier komt in de type-aanduiding terug: Honda-Bimota is HB, Suzuki SB, Kawasaki KB, Ducati DB en Yamaha YB.
In 1996 presenteerde men de V-Due, met eigen 500 cc tweecilinder tweetaktblok. Dit project flopte aanvankelijk en zorgde ervoor dat de Bimota productie in 1998 geheel stil kwam te liggen. Het bedrijf ging failliet en ging na een stille overname Bimota Motor SpA heten. De V-Due werd toch doorontwikkeld en werd tijdens de show in Bologna eind 1999 opnieuw gepresenteerd.
In juni 2000 werd opnieuw een faillissement uitgesproken maar er waren toch weer geruchten dat investeringen uit Amerika en Italië voor een voortzetting konden zorgen. In 2003 ging Bimota onder nieuwe leiding (Roberto Comini, Gigi Bonini en Antonio de Benedetto) weer produceren. In 2004 werden weer nieuwe modellen gepresenteerd, waaronder de Tesi 2D, die in samenwerking met Vyrus werd ontwikkeld en ook identiek is aan de Vyrus 984 C32V.